# ダイヤモンド地区

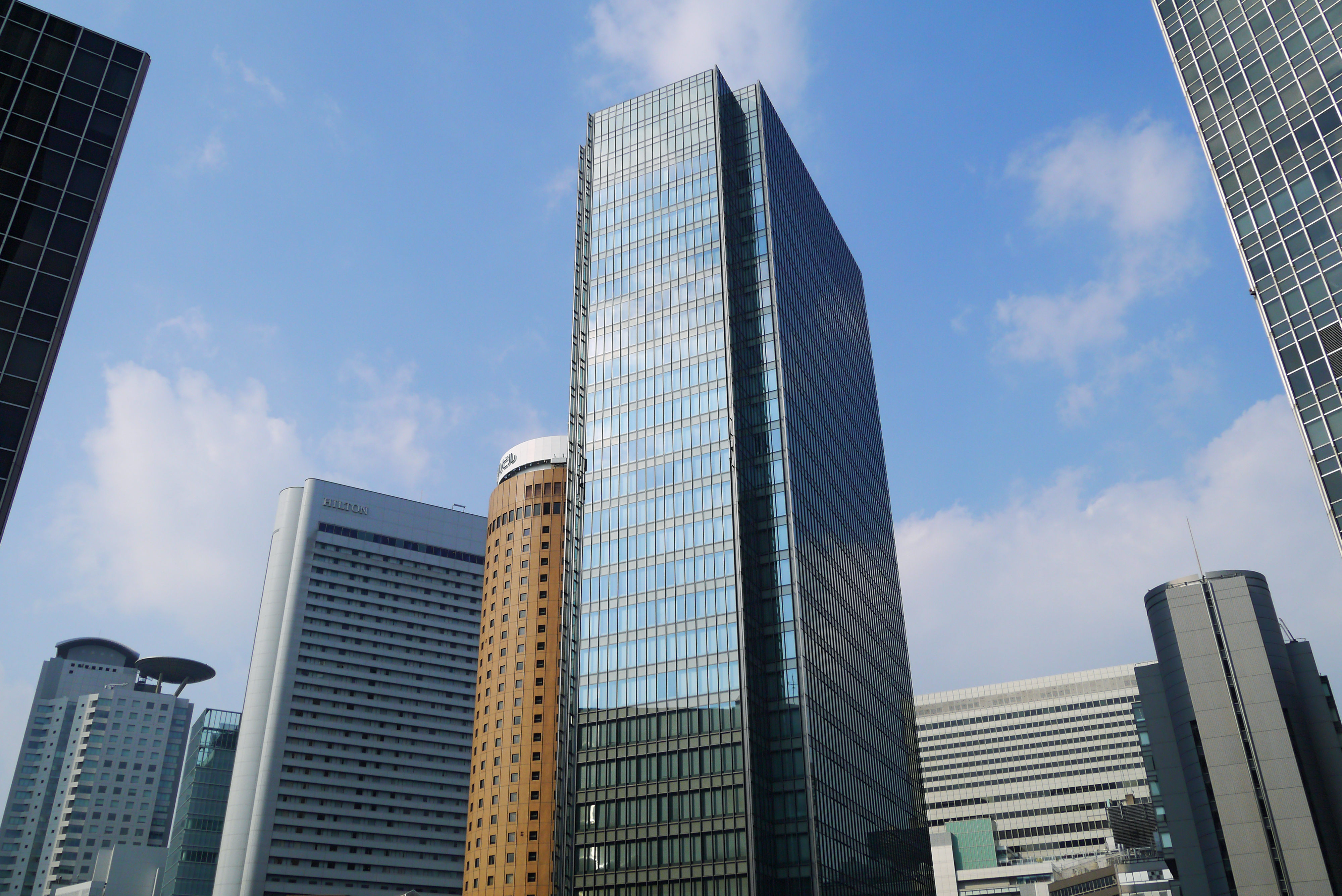
ダイヤモンド地区の高層ビル群

ダイヤモンド地区（ダイヤモンドちく）は、大阪府大阪市北区梅田一丁目の通称。

## 概要
大阪駅前の南、阪神大阪梅田駅（地下駅）のすぐ南に位置し、日本最大級の超高層ビル群を構成している。
四つ橋筋（大阪市道南北線）・御堂筋（国道176号）・曽根崎通（国道2号）に囲まれた五角形の区画がダイヤモンドに似ていることと、再開発当時に大阪で最も地価が高い場所だったことからダイヤモンド地区と呼ばれるようになった。ちなみに、1983年から1989年、2007年から2012年の二期にわたり地価一位を記録している。
大阪市電南北線・南北線支線・福島曽根崎線の敷設によって明治末期には五角形の区画が完成し、木造の低層建築が密集するようになった。北半は戦前から区画整理が始まり、1940年には阪神百貨店、1953年には当時日本一の高層建築（12階建て）であった第一生命ビルが竣工している。それ以外の箇所や区画整理も手付かずだった南半では、戦後の闇市に起因する不法占拠が長期に及んでしまい、再開発は1980年代までかかった。
中小の雑居ビル等は存在せず、ビル同士は道路下の地下街（ディアモール大阪、ホワイティうめだ、ドージマ地下センター）で結ばれており自由に移動できる。なお、ダイヤモンド地区の真下に展開する地下街がディアモール大阪である。

## 主な施設
- 大阪梅田ツインタワーズ・サウス
- 大阪第一生命ビル
- ヒルトン大阪
  - ヒルトンプラザ大阪（ヒルトンプラザイースト）
- 梅田DTタワー
- 東京建物梅田ビル（旧渡辺リクルートビル）
- E-MA
  - T・ジョイ梅田
- JRE梅田スクエアビル
- 大阪駅前第1ビル
- 大阪駅前第2ビル
- 大阪駅前第3ビル
- 大阪駅前第4ビル

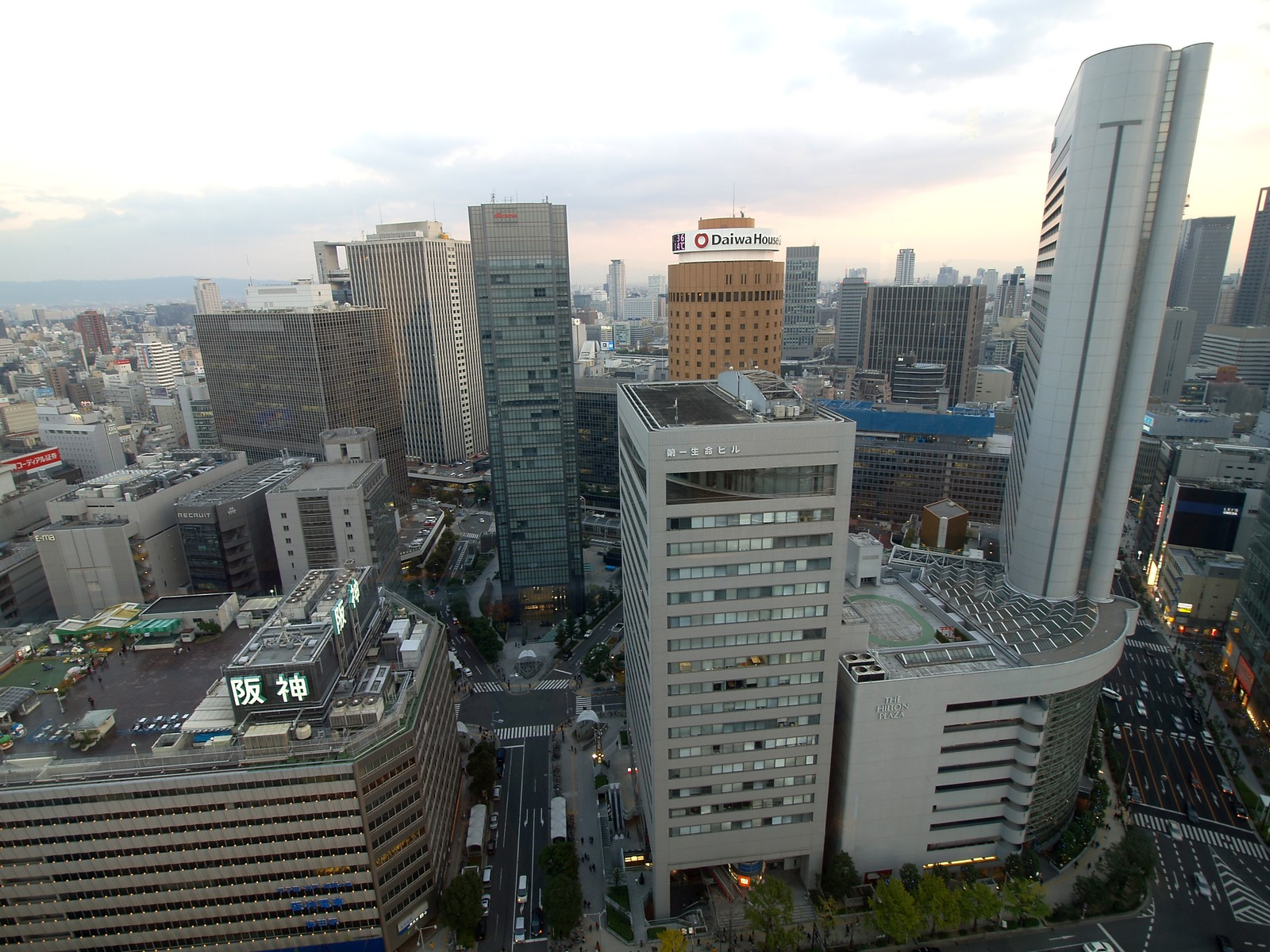
ダイヤモンド地区を北側から撮影
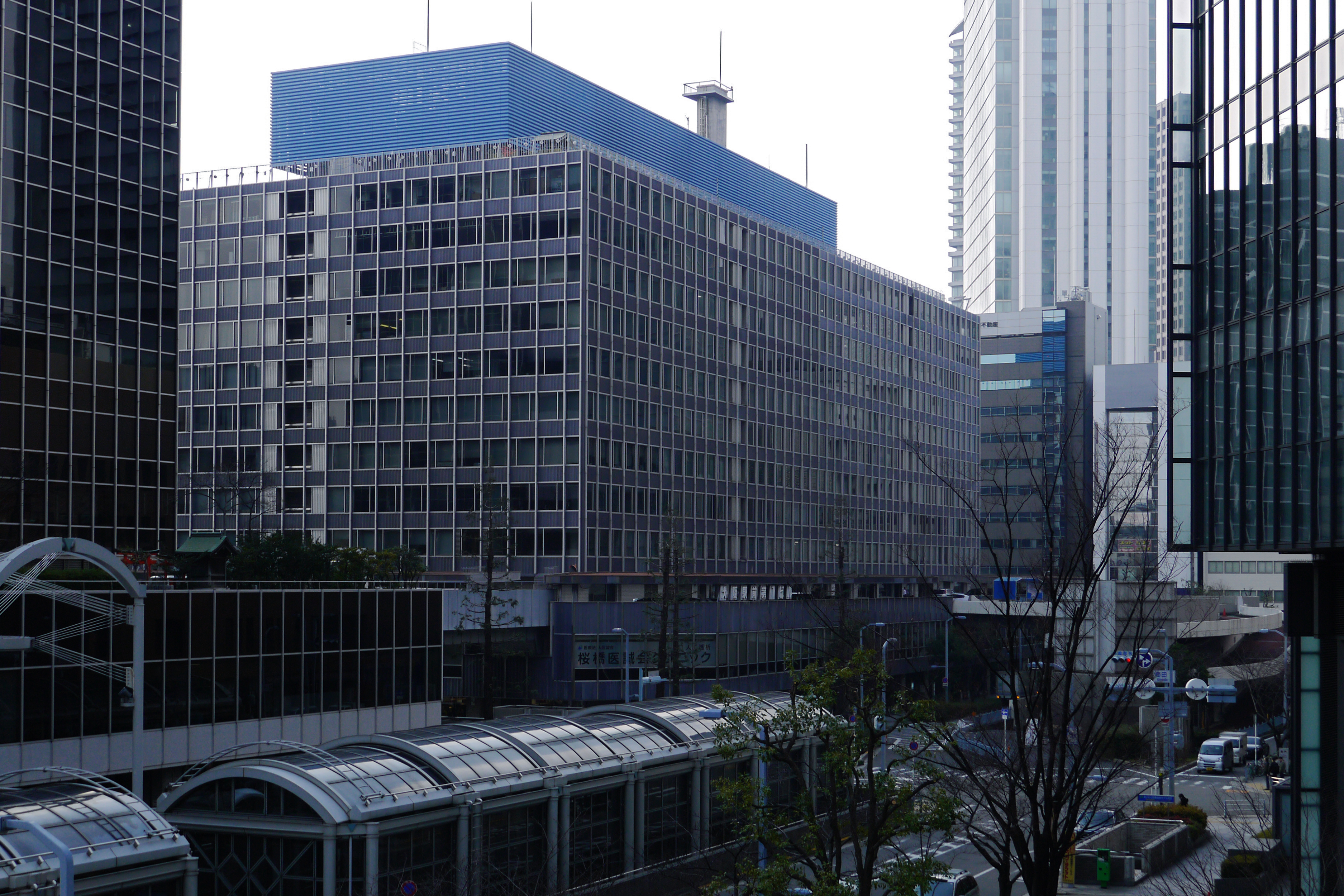
大阪駅前第1ビル
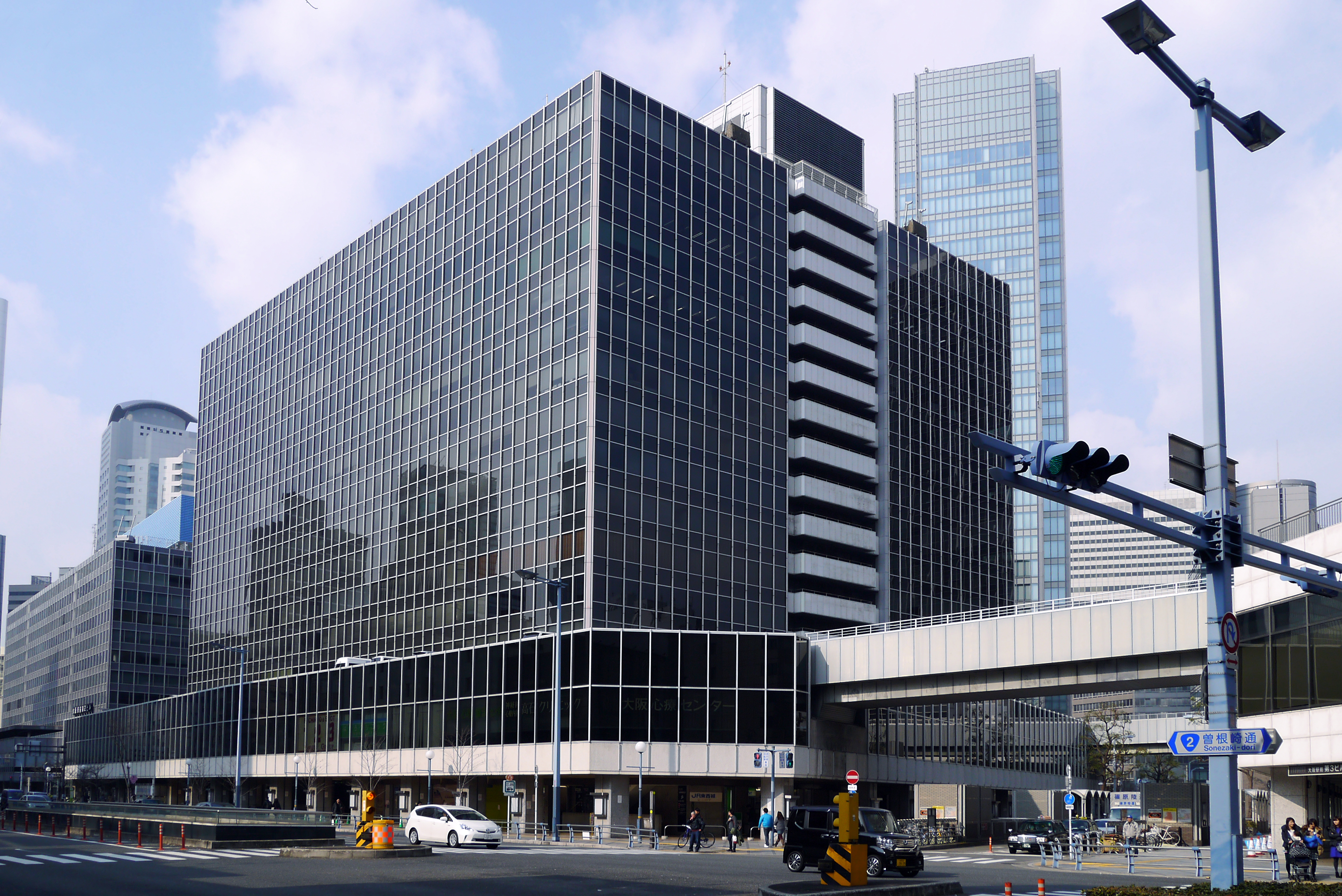
大阪駅前第2ビル
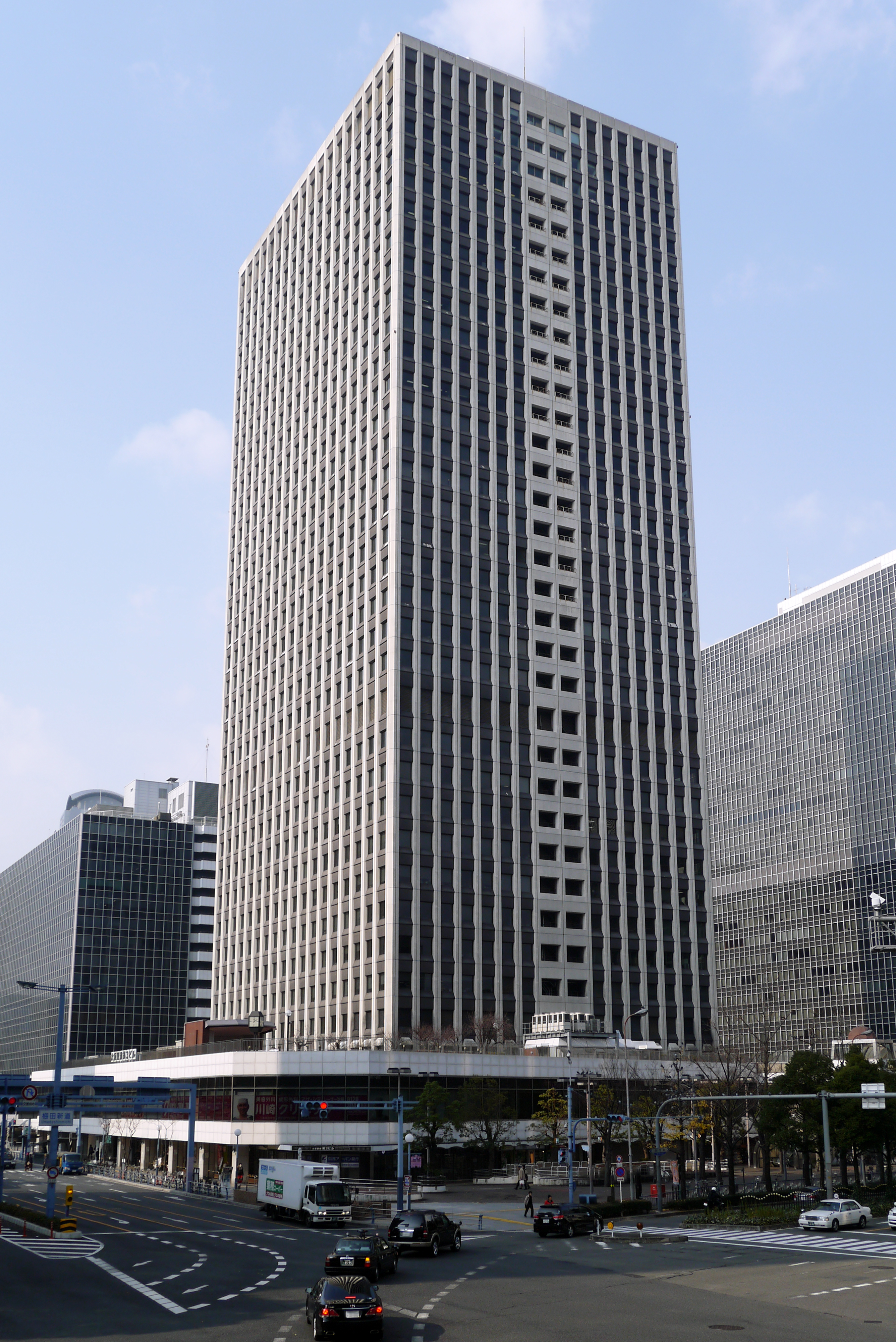
大阪駅前第3ビル
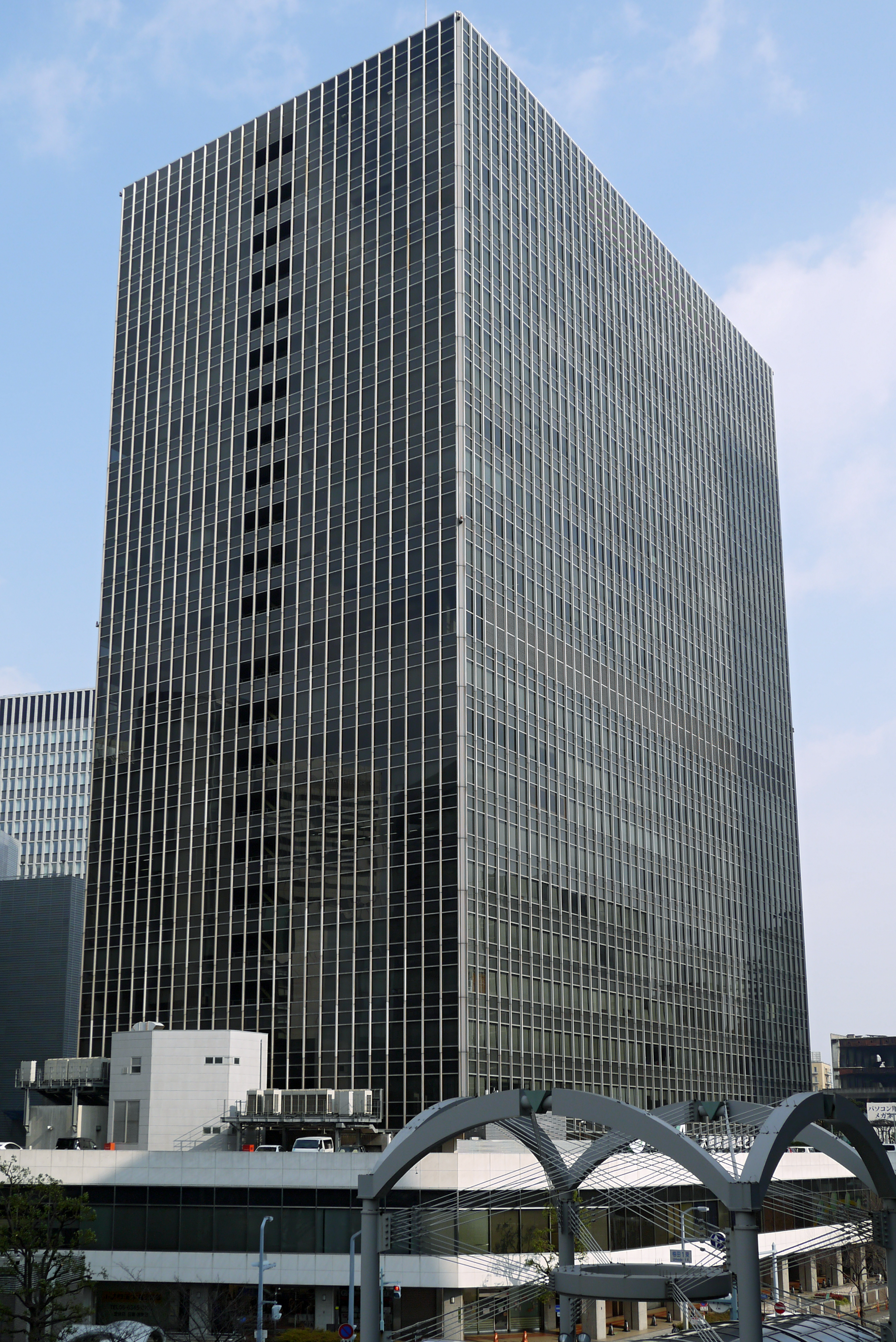
大阪駅前第4ビル
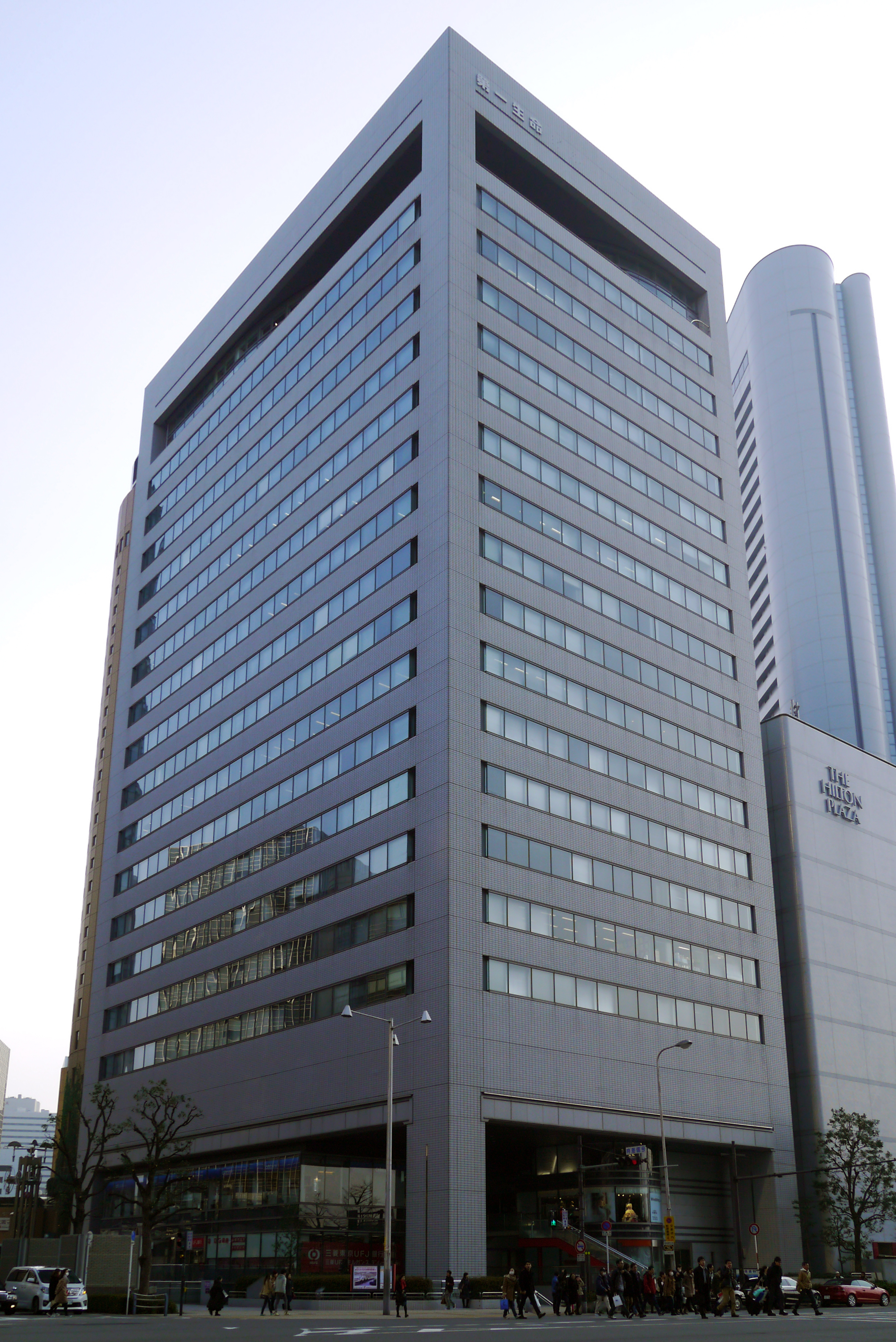
大阪第一生命ビル
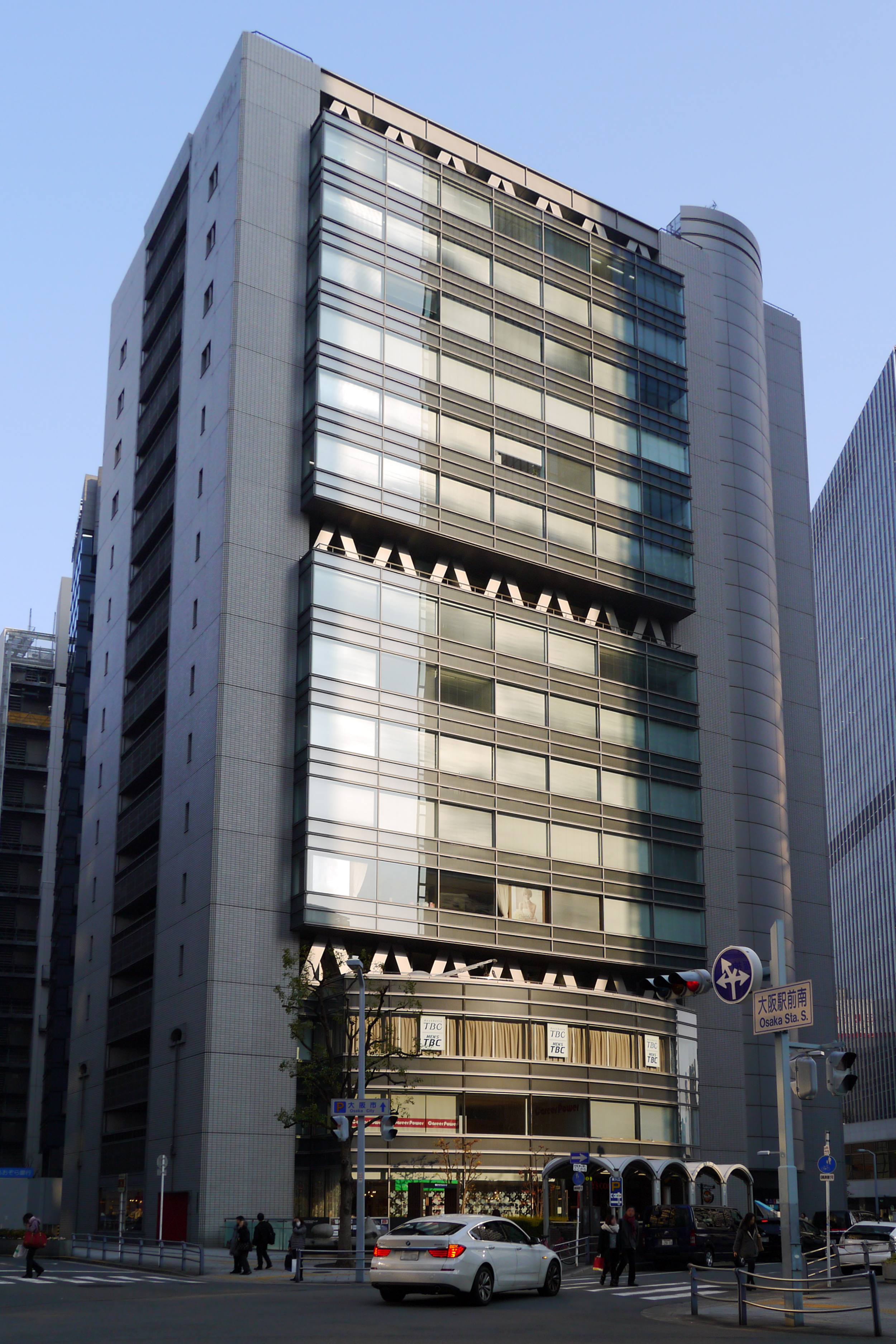
梅田スクエアビル
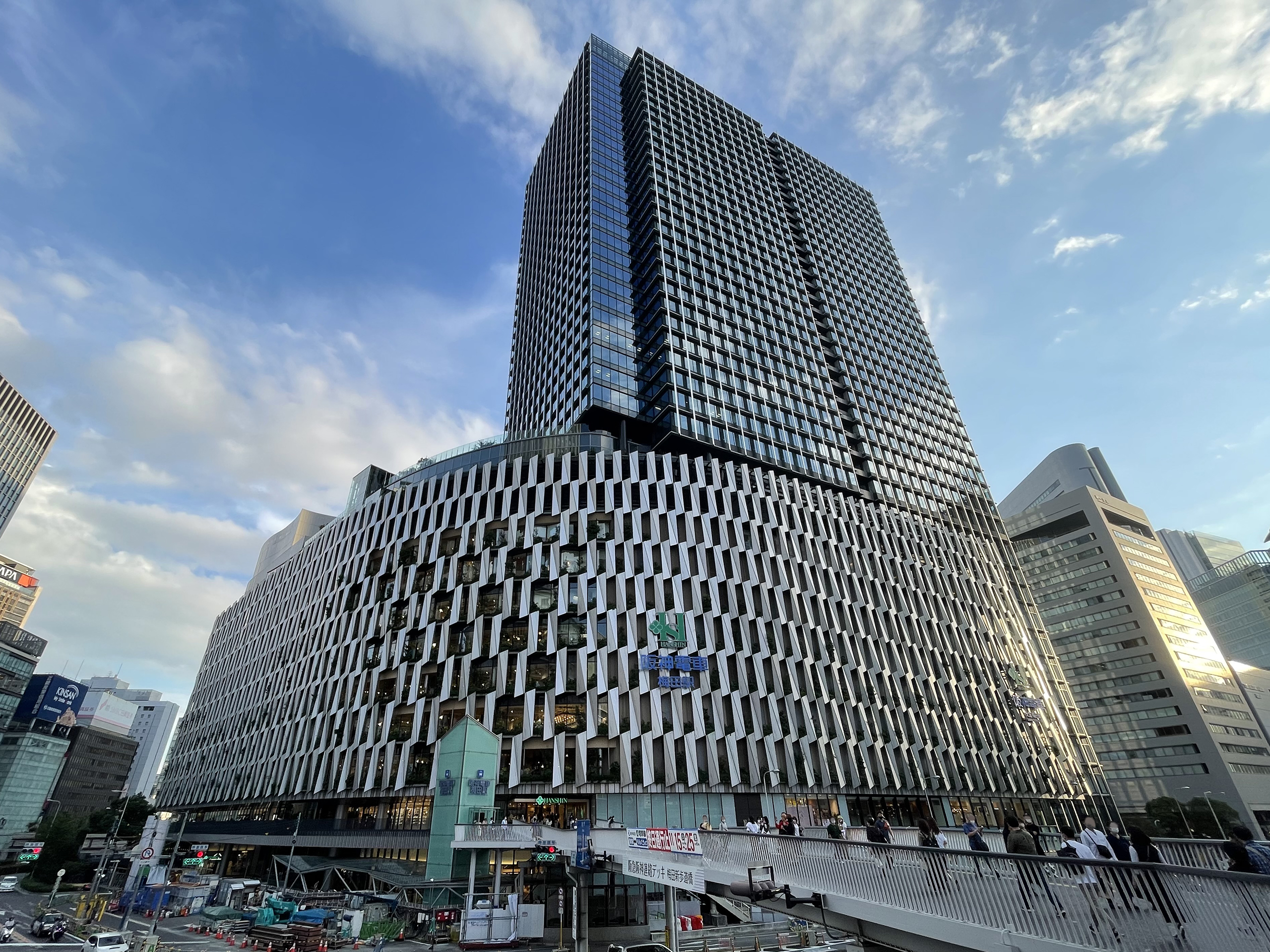
阪神百貨店
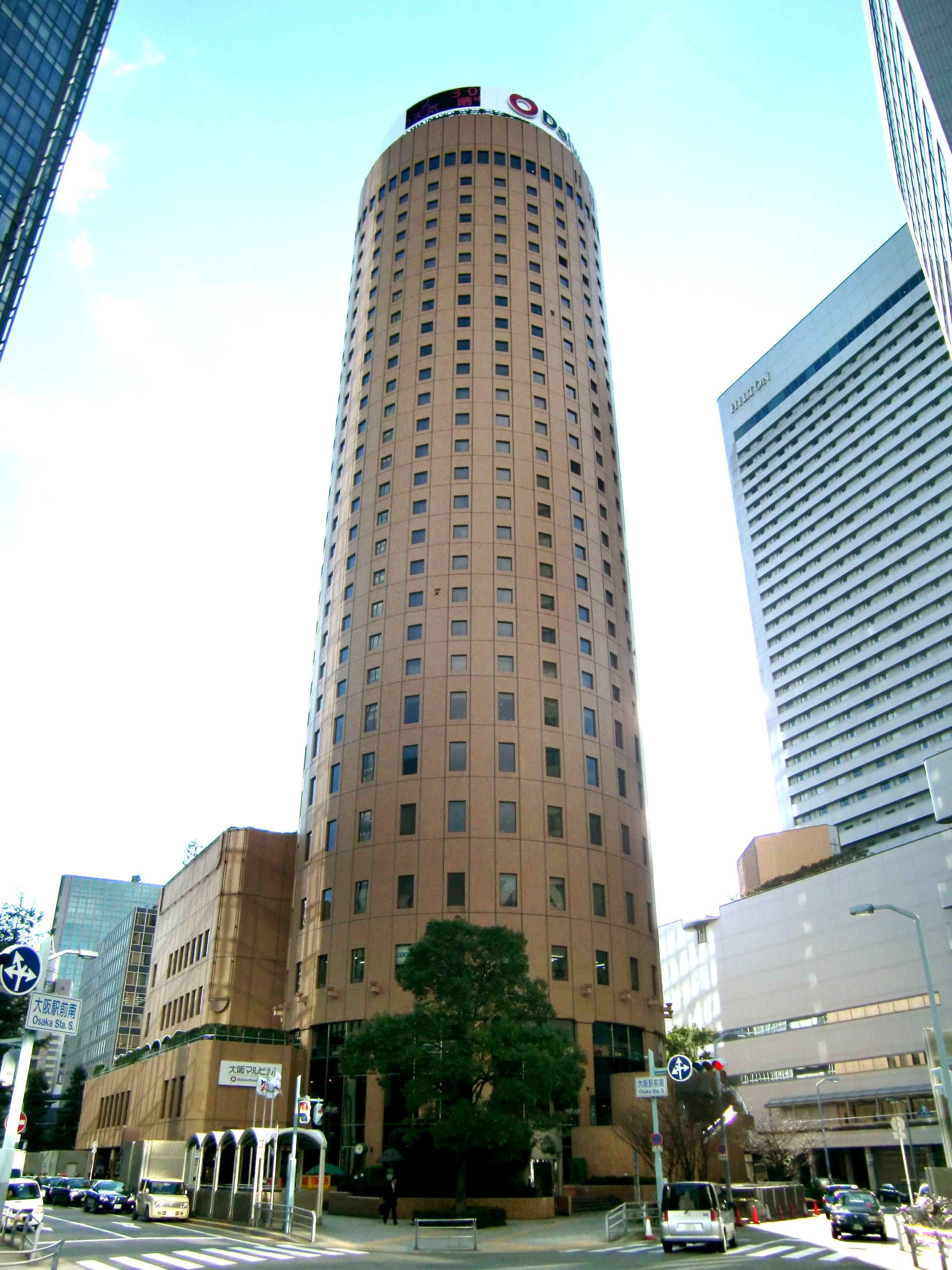
大阪マルビル
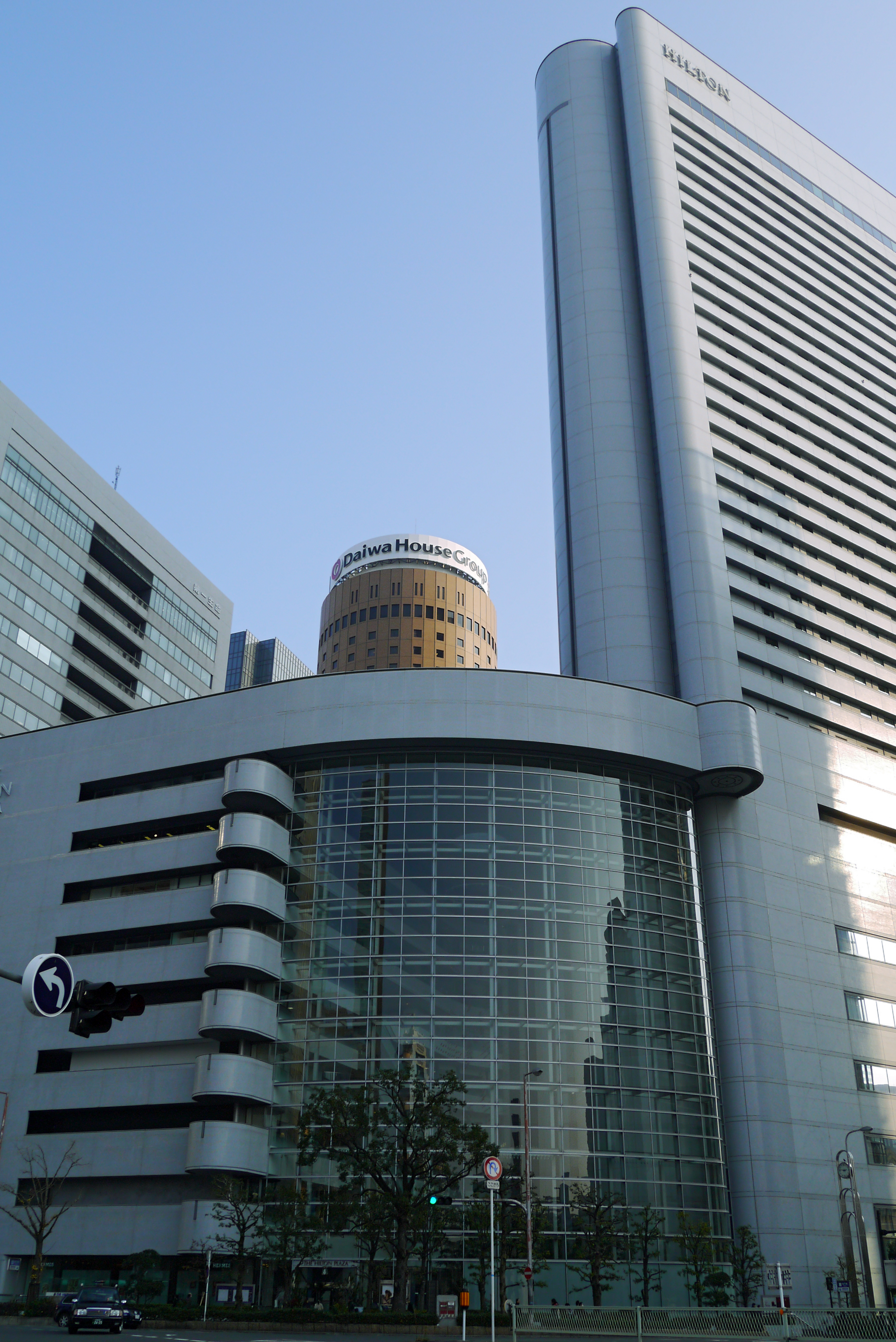
ヒルトンホテル
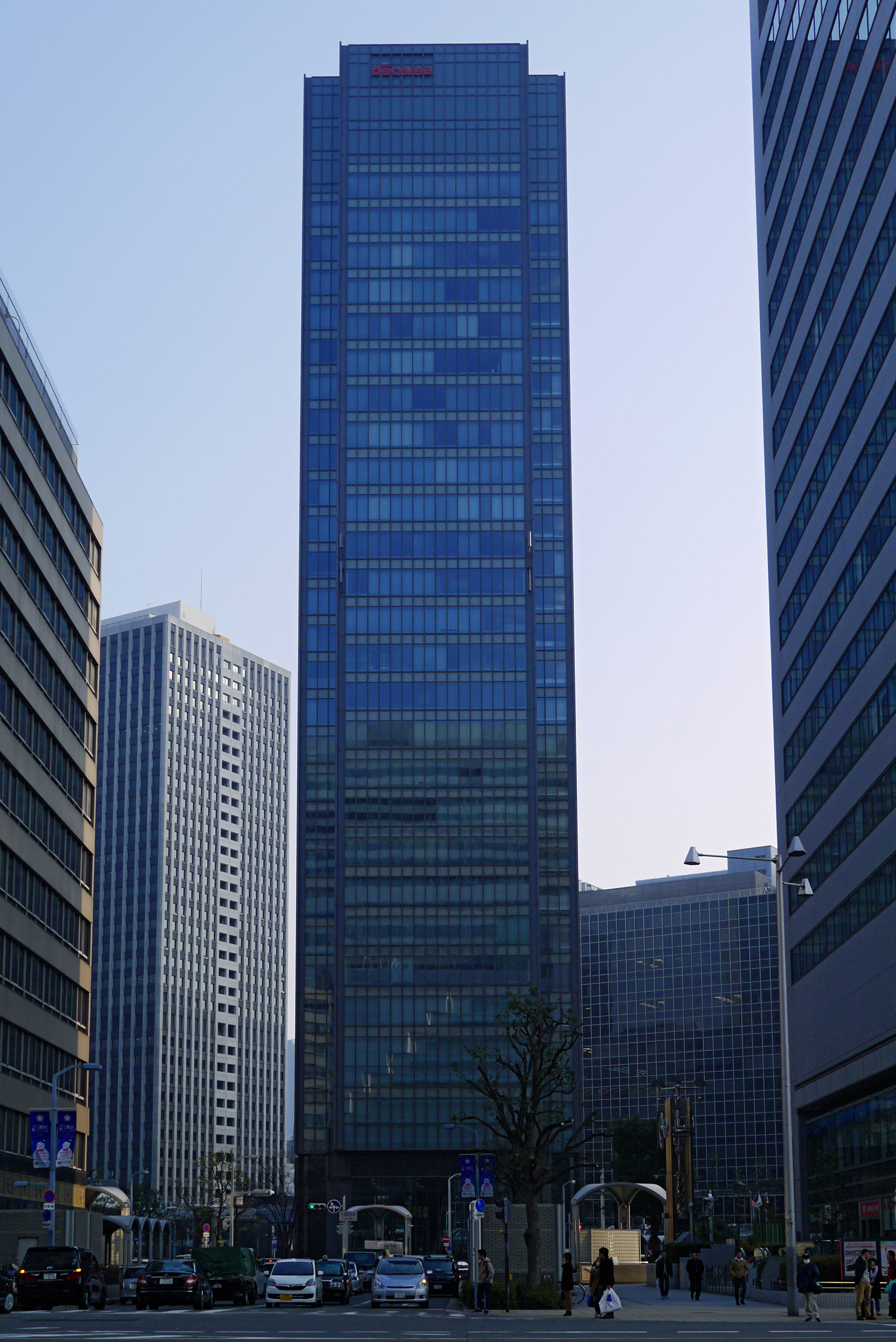
梅田DTタワー
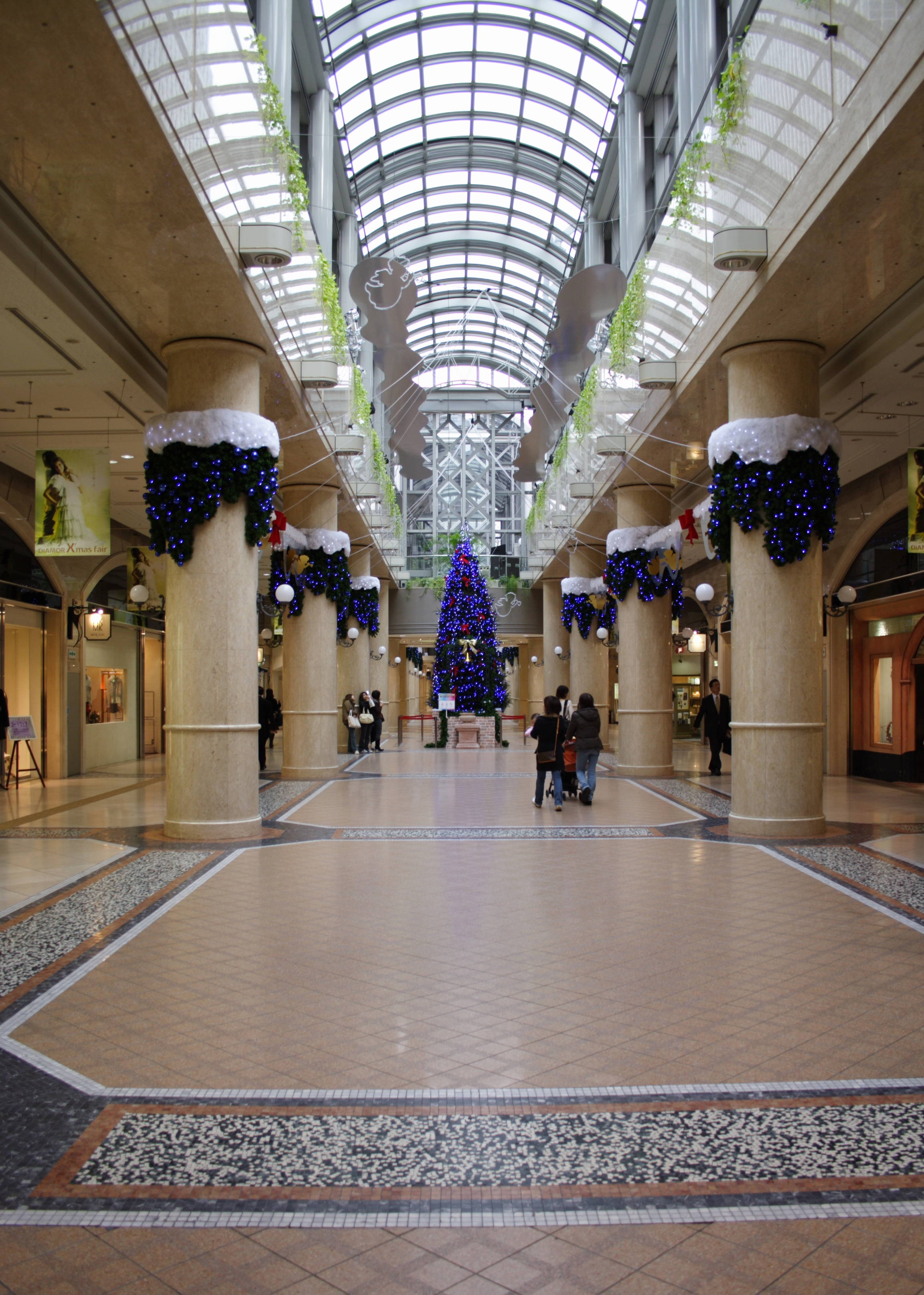
ディアモール
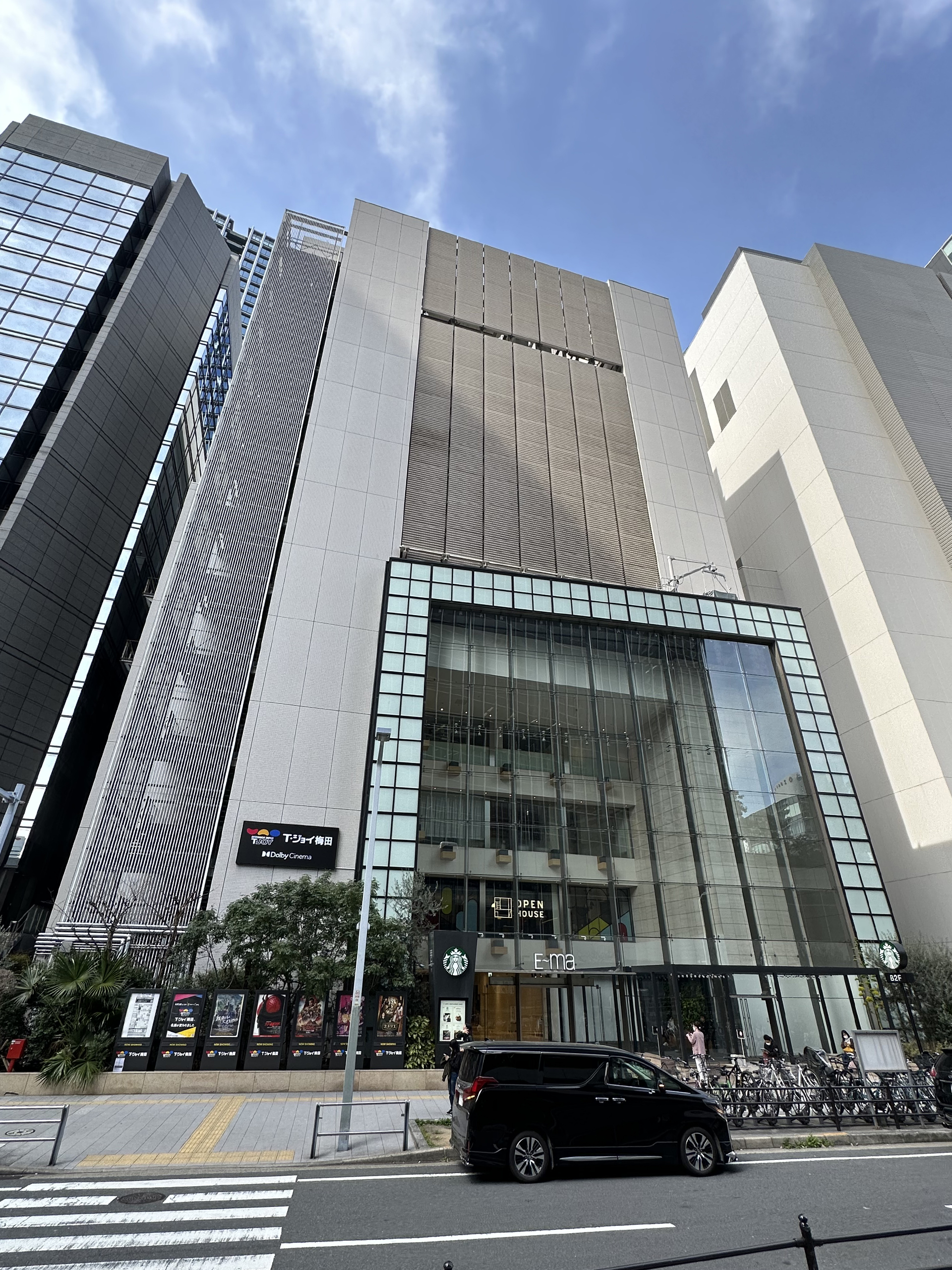
イーマ

## 交通
四方を囲む地下駅。
- 東：Osaka Metro谷町線 東梅田駅
- 南：西日本旅客鉄道（JR西日本）JR東西線 北新地駅
- 西：Osaka Metro四つ橋線 西梅田駅
- 北：阪神電気鉄道 大阪梅田駅

北側に隣接する駅
- JR西日本 大阪駅
- Osaka Metro御堂筋線 梅田駅
- 阪急電鉄 大阪梅田駅